# Acridophaea pepinoana
Acridophaea pepinoana är en insektsart som beskrevs av Marius Descamps 1979. Acridophaea pepinoana ingår i släktet Acridophaea och familjen Romaleidae. Inga underarter finns listade i Catalogue of Life.